# I Норикский легион
I Норикский легион (лат. Legio I Noricorum) — один из легионов поздней Римской империи
Данное подразделение было создано императором Диоклетианом с целью усиления II Италийского легиона, дислоцировавшегося в провинции Норик. Легион выполнял функции пограничной охраны (лимитана) для защиты норикского участка Дуная на границе с провинцией Нижняя Паннония от нападений германских племен. Вскоре основной базой стал город Фавианида (современный Маутерн-ан-дер-Донау, Австрия). Известна надпись офицера легиона Ульпия Валерия с посвящением Митре.
В 310 году вместе со II Италийским легионом подразделение отразило нападение германского племени маркоманов. В состав легиона были введены подразделения морской пехоты из военной флотилии, состоявшей из либурн. В IV веке ветераны легиона получили земли в Верхней Паннонии. Начиная со времен правления императора Валентиниана I I Норикский легион находился в подчинении дукса Паннонии Первой и Норикского побережья. Часть легиона была переведена в другой форт — Ад Ювенс (современный Ибс-ан-дер-Донау, Австрия) и недалеко расположенный стратегический город Вирун.
В соответствии с Notitia Dignitatum легион продолжал обеспечивать защиту границ Римской империи после её раздела на Западную и Восточную. Он находился в Норике до самой гибели Западной Римской империи.